# Morne Brabant
Pour les articles homonymes, voir Brabant.
 (juin 2016).
Si vous disposez d'ouvrages ou d'articles de référence ou si vous connaissez des sites web de qualité traitant du thème abordé ici, merci de compléter l'article en donnant les références utiles à sa vérifiabilité et en les liant à la section « Notes et références ».
Le morne Brabant est une montagne du Sud-Ouest de l’île Maurice, classée patrimoine mondial par l’UNESCO depuis le 6 juillet 2008 sous le nom de « Paysage culturel du Morne ». Le site était un sanctuaire pour les esclaves marrons et représente de nos jours un lieu de mémoire de la période coloniale de l’île.

## Géographie
Le morne Brabant est une élévation basaltique culminant à 555 m, dont le sommet couvre une aire de plus de 15 ha (0,15 km2). Les côtés de la montagne sont très raides avec des cavernes et des surplombs. La végétation sur la montagne inclut des plantes endémiques, comme la boucle d'oreille, et exotiques.

## Histoire
Les esclaves furent introduits dans l’île par les premiers colons hollandais pendant la période 1638 à 1710. Dès cette époque, le marronnage faisait partie du quotidien des habitants. Les colons français importèrent des esclaves de Madagascar, du Mozambique, de la côte swahilie, et d'Asie du Sud. Nombre d’entre eux prirent la fuite et trouvèrent refuge dans les forêts et les montagnes. 
Plusieurs visiteurs et voyageurs vers l'île de France, tels que l'abbé de la Caille, Maximilien Wilklinski, Georges Clark, Nicholas Pike, ont mentionné la présence de bandes marronnes sur la montagne ou les environs du morne Brabant. Dans son Voyage à l’Île de France, à l’île Bourbon et au cap de Bonne-Espérance, 1773, Bernardin de Saint-Pierre écrit du morne que « cet endroit est environné de noirs marrons ».
Un des mythes locaux liés à la période coloniale, fait état d’un suicide collectif des marrons du sommet du morne. Ayant trouvé l’ultime refuge en ce lieu, des esclaves marrons qui, pourchassés par gendarmes et chiens, choisirent d’y mourir plutôt que se laisser capturer. Des études anthropologiques et archéologiques entreprises par l’université de Maurice en 2003 n’ont pu démontrer la véracité de ces faits.
Les guides locaux racontent quant à eux une autre histoire : l'esclavage aboli, des militaires sont envoyés dans la montagne pour prévenir les esclaves qu'ils sont désormais des hommes libres. Voyant les soldats s'approcher dangereusement et refusant d'être arrêtés, les familles réfugiées sur l'immense rocher, décident de se jeter dans le vide, préférant mourir libre que vivre prisonniers des blancs.
En 2003, l’assemblée nationale de Maurice vota une loi instituant la mise sur pied d’un organisme responsable de la gestion des sites historiques de la République. Dès son entrée en opération, le National Heritage Fund finança les études archéologiques et anthropologiques qu’entreprit l’université de Maurice. Les premiers résultats et des études entreprises dans le passé, permirent d’enclencher les démarches visant à faire inscrire le site comme patrimoine mondial auprès de l’Unesco. Parmi les découvertes des équipes travaillant sur place figurent trois grottes inconnues. Ces grottes renfermaient des artefacts prouvant la présence humaine. Des fragments d’os d’un agneau, analysés en Afrique du Sud et aux Pays-Bas, datent les habitations aux périodes coloniales hollandaise et française. Les récits oraux transmis de génération en génération par les habitants des environs concordaient avec les relevés topographiques du site.
Aujourd'hui le morne est un haut lieu touristique de l'île avec des plages réputées et des hôtels de luxe, qui laissent peu d'accès aux habitants de l'île pour profiter de l'endroit. Le morne Brabant, pourtant classé, demeure une propriété acquise par des « Blancs mauriciens », anciens bagnards français jadis abandonnés sur l'île et qui se sont attribués nombre de lieux devenus aujourd'hui très touristiques.

## Protection environnementale

### Reconnaissance du lieu au patrimoine mondial
Le projet d’inscrire le morne Brabant sur la liste du patrimoine mondial fut entrepris en plusieurs étapes. À la lumière des faits établis par l’université de Maurice et les publications antérieures, le gestionnaire du site, Le Morne Heritage Trust Fund, publia un premier jet du dossier en janvier 2007. Une première ébauche, soumise le 30 septembre 2006, avait été jugée acceptable par le Comité du patrimoine mondial de l’Unesco fin novembre de la même année. Il faut savoir qu’un premier projet a été soumis en janvier 2006 et fut jugé incomplet car il ne comportait pas de précisions sur la gestion du site.
Le dossier fut accepté lors de la 32e session de travail du Comité du patrimoine mondial de l'Unesco, au Québec, le 6 juillet 2008 à 17 h 30, heure québécoise. Le morne fut l'un des quatre nouveaux sites qui ont été inscrits lors de cette session et Maurice rejoignit les Seychelles aux palmarès des îles de l’océan Indien avec deux sites inscrits.
Le site s’inscrit sur la liste des patrimoines culturels aux regards des critères C (i)(vi) du comité du patrimoine mondial. Si un pays aspire à voir un de ses sites inscrit sur la liste du patrimoine mondial, il doit d’abord ratifier la Convention concernant la protection du patrimoine mondial, culturel et naturel adopté par l’Unesco en 1972.

### Projets IRS
La société Morne Brabant Integrated Resort Scheme Co. Ltd, reçut un bail de 360 arpents de terres de l’État mauritien, pour le développement d’un projet integrated resort scheme (IRS), sur la péninsule du Morne. Il devait comprendre, dans un premier temps, la construction de villas sur des terres privées appartenant à la société du Morne. Mais en avril 2007 le ministère des Terres et du Logement entama les procédures légales pour reprendre les terres allouées.
Parmi les conditions préalables à l’inscription du site sur la liste de l’Unesco, figure le fait qu’il ne doit pas avoir de développement dans la zone tampon qui protège le site. Quant à la montagne elle-même, elle devra être accessible au public.

### Considérations politiques
La reconnaissance du morne Brabant comme site mondial de l’humanité fut l’aboutissement d’une longue quête du parti politique Les Verts fraternels. La nature multiethnique de la république de Maurice fait que les acquis d’un groupe socioculturel peuvent être interprétés comme de l’injustice par d’autres. Ainsi, bien que le projet d’inscrire le morne auprès de l’Unesco datait de bien avant celui de l’Aapravasi Ghat, ce dernier devint prioritaire et fut défendu brillamment par le gouvernement. Ce ne fut pas le cas du projet du morne qui fut rejeté par le comité du Patrimoine mondial de l’Unesco en janvier 2006, au grand désespoir des Créoles (descendants d’esclaves).
Les Vert Fraternels, qui se disent représentants de la communauté des Créoles, négocièrent le support gouvernemental, contre appui électoral, lors du dernier scrutin législatif. L’inscription du morne au patrimoine mondial a pris une dimension politique lors de la dernière ligne droite et fut appropriée par toute la classe politique lors de l’annonce du 6 juillet 2008.

#### Considérations culturelles et incidences sur l'imaginaire
Le classement du morne, qui intervient deux ans après celui de l'Aapravasi Ghat, n'est pas sans incidence sur l'imaginaire de ce pays, de la région et dans un espace encore plus large. En effet, il induit une relation entre deux pages douloureuses de l'histoire de l'humanité : l'esclavage et l'engagisme. Maurice tirera le plus grand bénéfice pour ses recherches identitaires nationales en faisant dialoguer ces deux espaces symboliques forts dans l'océan Indien, et en l'ouvrant sur d'autres aires[Interprétation personnelle ?].
À ce sujet, de nombreuses voix se sont élevées pour prévenir toute idée d'exclusion mutuelle entre ces deux sites, et éviter toute concurrence entre mémoires, entre victimes d'un système d'exploitation colonial, qui réduisait tant d'hommes, de femmes et d'enfants au statut d'objets, de petites mains dans les champs de cannes ou de mines. Le poète Khal Torabully a ouvert le débat sur ce nécessaire partage. Il convient, rappelle-t-il, de mettre en relation deux narrations, deux récits, pour un travail de mémoire et une créativité susceptible d'enrichir les perceptions de l'autre dans ce petit pays fait de cultures et de peuples divers.